# Juhász Katalin (néprajzkutató)
Juhász Katalin (Gyoma, 1961. március 14. –) az MTA Bölcsészettudományi Kutatóközpont Néprajztudományi Intézet kutatója.
Férjével, G. Szabó Zoltán dudással együtt népszerűsíti a népzenét.

## Kutatási területei
Életmód, tisztálkodás, jelenkori és városi néprajz: kisiparosok, kézművesek, gyerekfolklór, jelenkori ünnepi szokások a nagyvárosban.

## Életpályája
Textilvegyész-mérnöki diplomáját a Moszkvai Textilipari Egyetemen szerezte 1984-ben, majd etnográfus lett 1992-ben az ELTE BTK Néprajz Tanszékén.

## Díjai, elismerései
- 1989 Népművészet Ifjú Mestere
- 1993-94 Soros ösztöndíj (doktori képzés)
- 1998 Lyra Díj
- 2002 Év Múzeuma ICOM különdíj (Az általa vezetett kismúzeum tevékenységéért - Laczkó Dezső Múzeum, Veszprém)
- Leonardo ösztöndíj (belgiumi nemzetközi kutatócsereprogram)

## Munkássága

### Terepmunkák
- 1986 -1991 Népzenei gyűjtés Küküllő-mente, Veszprém megye
- 1988 –1991 Viseletek Veszprém megyében különös tekintettel a paraszti és parasztpolgári alsóneműkre. Veszprém megyei népszokások
- 1989-1991 Népi tisztálkodás és szépségápolás kutatása. Aba (Fejér megye)
- 1994 Barokkos házoromzatokkal kapcsolatos terepmunka a Kisalföld 31 településén
- 1994-1995 Kérdőíves néprajzi adatgyűjtés Délnyugat-Dunántúl 16 településén
- 1997 Mosóházak felkutatása a Balatonfelvidék 14 településén
- 1999 A folklorizmusmozgalom helyzete, a népzene- néptánckutatás és intézményei Belgiumban (2 hónap)
- 1999-2004 Tisztálkodással kapcsolatos gyűjtések a Kárpát-medence 29 településén
- 1999-től A „nagyvárosi néprajzi” kutatások a XIII. kerületben: életmód, jeles napok, gyerekfolklór, képművesek – kisiparosok

## Publikációi

### Önálló kötetek
- 2001b Kerületünk hajdan és ma – képek és szemelvények a XIII. kerület múltjából és jelenéből. (Roboz László fotóival) Budapest, Sprint-JAMK. 96 p.
- 2001c Budapest XIII. kerület. Angyalföld, Újlipótváros, Vizafogó. (Társszerzők: Gajdos Erzsébet – Gellért Lajos – John Gabriella – Sas György) Budapest, Sprint. 168 p.
- 2003 A XIII. kerület a kezdetektől napjainkig. (Társszerzők: Gellért Lajos – Pappné Vőneki Erzsébet) Budapest, Budapest Főváros XIII. Kerületi Polgármesteri Hivatala. 140 p.
- 2005 Fények - mesterségek. Iparosok, kézművesek Budapest XIII. kerületében. (Frankl Aliona fotóival.) Budapest, Sprint. 96 p.
- 2006b Angyalföld 1956 – Emberek, sorsok, emlékek. (Társszerző: Szabó Ivett) Budapest, 1956-os Intézet – Angyalföldi Helytörténeti Gyűjtemény – Sprint 108 p.
- 2006b A XIII. kerület a kezdetektől napjainkig. (Társszerzők: Gellért Lajos – Pappné Vőneki Erzsébet) Budapest, Budapest Főváros XIII. Kerületi Polgármesteri Hivatala. (Bővített, átdolgozott kiadás) 156 p.
- 2007 Meg is mosakodjál. Magyar népi tisztálkodás a 20. században. Timp, Budapest. 240 p.[1]
- 2009. Tiszta sorok. Tanulmányok a tisztaságról és a tisztálkodásról. Budapest: L'Harmattan - Angyalföldi Helytörténeti Gyűjtemény - MTA Néprajzi Kutatóintézete, 2009. 332 p.
- 2010. Tobakné Váczi Mária: Ballószögi vadvirágok. Képek és emlékek a Kecskemét környéki tanyavilágból. / Wildflowers of Ballószög farmlands of Ballószög (south of Kecskemét) – visual memories Budapest: L'Harmattan - MTA Néprajzi Kutatóintézet, 2010. 68 p.
- Hagyomány, örökség, közkultúra. A magyar népművészet helye és jövője a Kárpát-medencében; szerk. Diószegi László, Juhász Katalin; Teleki László Alapítvány, Bp., 2011
- Falu a városban: az angyalföldi OTI-telep. Dokumentumok és néprajzi tanulmányok; szerk. Juhász Katalin; L'Harmattan–MTA BTK Néprajztudományi Intézet, Bp., 2012 (Documentatio ethnographica)
- Gellért Lajos–Juhász Katalin–Pappné Vőneki Erzsébet: A XIII. kerület. Kezdetektől napjainkig; 3. bőv. kiad.; Sprint, Bp., 2012
- Gellért Lajos–Juhász Katalin–Pappné Vőneki Erzsébet: A XIII. kerület. Kezdetektől napjainkig; 4. bőv. kiad.; Sprint, Bp., 2016

### Tanulmányok
- 2012 Az OTI-telep környezete és a terület beépítésének története. In: Juhász Katalin (szerk.)Falu a városban: Az angyalföldi OTI-telep. Dokumentumok és néprajzi tanulmányok. Budapest: L'Harmattan-MTA Néprajzi Kutatóintézet, 2012. pp. 15–39.
- 2012 Juhász Katalin, V.I. Kharitonova: «The miracle of healing with water». The practice of healing with water from the point of view of a medical anthropologist.: Issue 3.MEDICAL ANTHROPOLOGY AND BIOETICS 3:
- 2011 Test – szag – tisztaság KORUNK (KOLOZSVÁR) XXII.:(12) pp. 22–31.
- 2010 Juhász Katalin, Szabó Zoltán: Rediscovery of the Bagpipe in Hungary In: Hoppál Mihály (szerk.)Sustainable Heritage: Symposium on European Intangible Cultural Heritage Budapest: European Folklore Institute, 2010. pp. 201–226.
- 2008 The Songs of the Martyrs of Arad In: Bula D, Reuwerts S (szerk.) Singing the Nations: Herder's Legacy Trier: WVT Wissenschaftlichter Verlag Trier, 2008. pp. 103–112.
- 2007 Decemberi jeles napjaink. A Mikulás és a karácsonyi ünnepkör Budapesten az ezredfordulón In: Vargyas Gábor, Hoppál Mihály, Berta Péter (szerk.) ETHNO-LORE

Budapest: MTA Néprajzi Kutatóintézet, 2007. pp. 152–178.(Az MTA Néprajzi Kutatóintézetének Évkönyve; XXIV.)

### Tudományos ismeretterjesztés
- 1991-től rendszeresen jelennek meg írásaim különböző szakmai kiadványokban (Múzeumi Diárium Veszprém, FolkMAGazin, Magyar Múzeumok, Múzeumi Hírlevél), illetve folyóiratokban (Városunk, XIII. kerületi Hírnök, Lipótváros, Helyi Téma, Budapester Zeitung).[forrás?]
- 1848 zenés folklórjáról a Kossuth Rádióban sorozat hangzott el.[forrás?]
- Kossuth Lajos a magyar nép hagyományaiban. Néprajzi Múzeum, 2008. március 15.
- Juhász Katalin: „A Kossuth-nóta”.

## Hangzóanyagok
- 1994 Csíjja bújja baba. Magyar népi altatódalok Kiss Ferenc feldolgozásában. MC. Etnofon, Budapest
- 1998 Megütik a dobot. 1848-49 a népzenében. CD. Etnofon, Budapest
- 2004 Burgondia út / Vers l’Est je veux aller. Francia-vallon és magyar népköltészeti párhuzamok. CD. (Társszerkesztők: Csörsz Rumen István – Claude Flagel) Etnofon, Budapest
- 2007 Haja, haja virágom. Virágénekek SzabóT. Attila gondozásában. 2., javított kiadás CD-melléklettel (szerk. Csörsz Rumen István), Kolozsvár, Kriterion, 2007. – közreműködés a CD-mellékleten
- 2008 Budavár tövében – A Hunyadiak emlékezete a folklórban (Carmina Danubiana). Bevezető esszé (társszerző: Csörsz Rumen István) és a hangzóanyag szerkesztése. Budapest: CsRI-005. Az MTA NKI és a Bolgár Tud. Akadémia Etnológiai Intézetének együttműködése eredményeképpen.